# Phapitreron
Phapitreron is een geslacht van vogels uit de familie duiven (Columbidae).

## Soorten
Het geslacht kent de volgende soorten:
- Phapitreron amethystinus  – Grote bruine vruchtduif
- Phapitreron brunneiceps  – Mindanaovruchtduif
- Phapitreron cinereiceps  – Tawitawivruchtduif
- Phapitreron leucotis  – Kleine bruine vruchtduif